# 달천철장

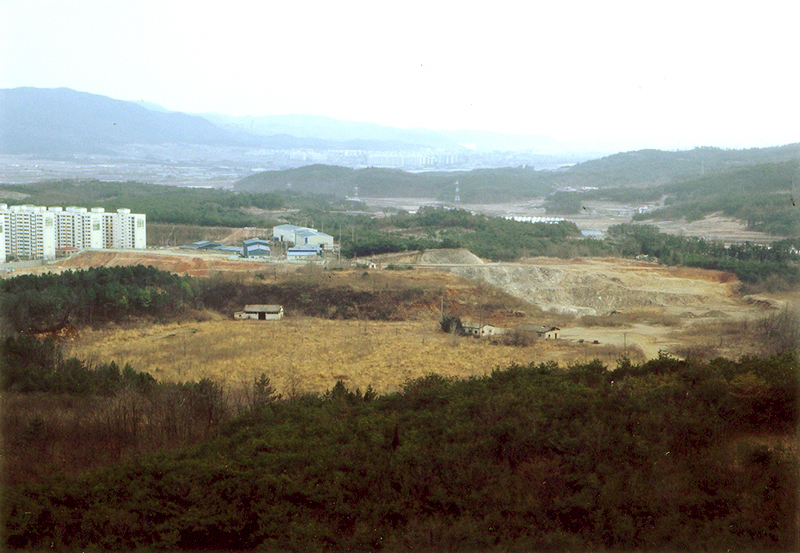
달천철장 전경

달천철장(達川鐵場) 또는 울산철산(蔚山鐵山), 울산 철광산은 울산광역시 북구 달천동에 있는 철광석 광산이며 사문암화된 초고철질암체의 산출지이다. 2003년 4월 24일 울산광역시의 기념물 제40호로 지정되었다.

## 역사
철장이란 철의 원료인 토철, 또는 철광석을 캐던 곳을 말한다. 달천동 및 상안동 일대에 분포하는 이 유적은 원래 이름인 달내[達川]에서 유래하였으며, 그 역사는 삼한시대까지 거슬러 올라간다.
중국문헌 『삼국지 위서 동이전(三國志 魏書 東夷傳)』과 『후한서(後漢書)』에는 ‘한(漢)·예(濊)·왜(倭) 모두가 여기서 철을 가져가며, 모든 시장에서 철을 사용하여 매매하는 것이 마치 중국에서 돈을 사용하는 것과 같다.’는 기사가 있다. 따라서 철이 당시의 경제 발달에 크게 기여하였음을 알 수 있다.
「세종실록지리지(世宗實錄地理志)」에는 1452년 달천에서 생산된 철 12,500근이 수납되었다는 기록이 보인다. 특히, 달천의 철은 경주시 황성동의 제철유적에서 출토된 철과 함께 비소(As)성분이 확인되어 역사적 중요성을 더한다. 울산 지질도폭(1968)에 의하면 이 광산은 대한제국 시대인 1906년에 처음 등록되었으며 생산 실적은 1965년에 12,737 M/T (철 60%), 1966년 상반기에 28,658 M/T였다.
철을 제련하는 곳을 쇠부리(쇠불이)터라 불렀는데, 달천 토철을 원료로 하는 쇠부리 터는 가까운 경주 외동읍 녹동리에서부터 멀리는 청도에까지 이르렀다.
달천철장은 2008년에 유적의 일부가 발굴되었는데, 삼한시대~조선시대의 채광[採鑛]유구, 청동기~삼한시대 집터 등이 확인되었다. 특히 채광유구는 우리나라에서 최초로 확인된 철광석 채광과 관련된 유적으로 학술적으로 매우 중요한 자료이다.

## 지질
울산 지질도폭(1968)에 의해, 울산광역시 북구 농소동의 울산철광산 부근에 결정질 석회암이 불과 0.1km2의 면적으로 타원형으로 분포한다는 것이 최초로 보고되었다. 울산 지질도폭에서는 이 석회암을 조선 누층군에 속하는 석회암층으로 해석하였으며 광산 일대의 지질은 조선 누층군에 대비되는 결정질 석회암 지층과 이를 부정합으로 덮는 경상 누층군 울산층/대구층의 자색~회녹색 셰일, 응회질사암, 혼펠스 그리고 이들을 관입한 불국사 화강암류의 흑운모 화강암이다. 울산철산은 석회암층이 흑운모 화강암의 관입으로 형성된 접촉 교대광상으로 석회암을 교대하여 스카른 및 자철석을 형성하였다. 광석의 철 품위는 평균 43%, 고품위의 것이 60%에 달하며 매장량은 확정 404,800 M/T, 추정 1,049,130 M/T, 총 1,453,930 M/T로 계산되었다.
최광선 외(1977)는 시추 코어의 회색 세립질 석회암에서 해면(海綿)과 복족류의 화석을 발견하였다. 이후 이 '석회암'의 형성 원인으로 두 가지 의견이 제시되었다.

### 해성 석회암 설
김규한 외(1990)는 이 탄산염암이 해성 석회암에서 기원되었으며 청송, 평해 등지에 소규모 분포하는 고생대 조선 누층군의 석회암 일부가 양산 단층의 우수향 주향이동 운동에 의해 약 120 km 남쪽으로 이동하여 현재의 위치에 오게 되었다고 해석하였다. 이 해석이 맞다면 이는 경상 분지의 지구조 해석에 대단히 중요한 의미를 가진다.
Choi 외(2003)는 탄산염암 대상의 동위원소 연구로 탄산염암이 카보나타이트가 아닌 해양 탄산염암을 지시하는 것으로 판단하였다. 전진단계(prograde stage)에서는 마그마 기원 열수에 의해 약 350-450°C의 온도에서 철 광화대를 형성하였고 후퇴단계(retrograde stage)에서는 기상수(meteoric water)의 혼합으로 약 340~135℃의 온도에서 Zn-Pb-Ag 결정화가 발생한 것으로 해석하였다.
고상모 외(2006)는 탄산염암이 형성되고 백악기 화강암에 의해 사문암화 과정을 겪고 스카른형 철 광화 작용이 진행된 것으로 해석하였다.

### 마그마 기원설
다른 원인으로는 초염기성 마그마가 상승하다가 지각 내 석회질암을 용융시켜 탄산염암질 마그마를 형성하고 현재의 장소에 관입한 것으로 추론하는 의견도 있다. 양경희 외(2001)는 시추를 실시하여 탄산염암체가 지하 깊숙히 약 650 m 까지 연장되는 것을 확인하고 탄산염암체가 퇴적암보다는 관입암일 가능성이 더 높다고 추론하였다. 또한 산소와 탄소의 안정동위원소 값을 근거로 이 탄산염암체가 (조선 누층군의 유기적 퇴적암인) 석회암일 수 없으며 맨틀에서 직접 상승한 것이 아닌 지각 내에서 형성된 2차적 마그마에 의해 형성된 카보나타이트라고 주장하였다.
서지은 외(2019)는 초고철질암체가 경상 누층군의 기반암이며 주변의 화강암에 의해 관입당했고, 탄산염암 내 스카른광체는 가대리 화강암에 의하여 생성된 것으로 해석하였다. 석류석 스카른 칼륨장석의 칼륨-아르곤 연대 측정 결과는 50.3 ± 1.7 Ma이다.
채용운 외(2023)는 천연수소의 잠재적 근원암이 될 수 있는 국내의 초고철질 암체를 연구하였다. 채용운 외는 울산의 탄산염암체는 듀나이트와 하즈버자이트로 구성되며, 암체의 형성 시기와 주변 암석과의 관계가 미상임을 지적하고 야외조사 및 연
대측정과 관련된 추가 연구의 필요성을 제시하였다.

### 광체
주 광체는 화강암체의 접촉부에서 동쪽으로 200 m 떨어진 곳에 부존되며 노두에서 약 280 m 지하까지 발달하는 것으로 확인되었다. 스카른대는 화산쇄설암류를 주로 하는 암석과의 접촉부를 따라 양쪽으로 발달한다. 스카른 광물은 그란다이트(Grandite), 회철석류석(灰鐵, andradite), 투휘석, 회철휘석(灰鐵輝石, hedenbergite), 녹렴석, 양기석(陽起石), 녹니석, 석영, 방해석 등이다. 광석광물은 가장 중요한 자철석을 주로 하고 회중석, 유비철석과 함께 소량의 황동석, 황철석, 섬아연석, 방연석, 비사면동광(砒四面銅鑛, tennantite) 및 능망가니즈광 등이다. 관계 화성암의 흑운모의 칼륨-아르곤 연대 측정 결과는 58 Ma로서 제3기이다.

## 달천철장 유적공원
달천철장은 오늘날 달천철장 유적공원으로 조성되어 있다. 이 유적공원은 지질도 상으로 정확히 석회암이 분포하는 곳 위에 있다. 그러나 이 공원에서 노두는 관찰되지 않는다. 공원 북서쪽에 관리시설이 있다.

### 교통
공원 북쪽에는 달천로와 연결된 주차장(달천아이파크 1단지아파트 101동 건너편)이 있고 주변에 버스 정류장이 있어 접근성이 좋다.
- 도로명주소: 울산 북구 달천철장길 58
- 버스 정류장: 달천아이파크 1차, 달천아이파크 2차
- ● 112번 : 꽃바위 ↔ 대왕암공원 ↔ 남목동 ↔ 염포동 ↔ 현대자동차 울산공장 ↔ 효문동 ↔ 울산공항 ↔ 농소동 ↔ 달천아이파크 1차/2차
- ● 217번 : 차일마을 ↔ 농소동 ↔ 달천아이파크 1차/2차 ↔ 달천회관 ↔ 대방마을 ↔ 성안동 ↔ 한국석유공사 본부 ↔ 중구청 ↔ 학성교 ↔ 울산고속버스터미널 ↔ 태화강역
- ● 452번 : 울산대학교 ↔ 신복교차로 ↔ 공업탑 ↔ 번영사거리 ↔ 병영사거리 ↔ 한국폴리텍VII대학 울산캠퍼스 ↔ 북구청 ↔ 울산공항 ↔ 송정동 ↔ 달천아이파크 1차/2차 ↔ 달천회관
- ● 712번 : 태화강역 ↔ 번영사거리 ↔ 울산고등학교 ↔ 달천아이파크 1차/2차 ↔ 달천회관
- ● 732번 : 태화강역 ↔ 번영사거리 ↔ 울산광역시청 ↔ 태화로터리 ↔ 북구청 ↔ 울산공항 ↔ 농소동 ↔ 달천아이파크 1차/2차 ↔ 달천회관
- ● 1214번 : 농소동 ↔ 달천아이파크 1차 ↔ 한국석유공사 본부 ↔ 태화로터리 ↔ 울산광역시청 ↔ 공업탑 ↔ 신복교차로 ↔ 울산대학교 ↔ 울주군청 ↔ 웅촌면 ↔ 노포역
- ● 1452번 : 울산대학교 ↔ 신복교차로 ↔ 삼호교 ↔ 학성공원 ↔ 병영사거리 ↔ 북구청 ↔ 울산공항 ↔ 달천아이파크 1차 ↔ 달천회관
- ● 5005번 : 울산역 ↔ 한국석유공사 본부 ↔ 중구청 ↔ 삼일초등학교 ↔ 북구청 ↔ 울산공항 ↔ 농소동 ↔ 달천아이파크 1차/2차 ↔ 달천회관

## 참고 문헌
- 이 문서에는 다음커뮤니케이션(현 카카오)에서 GFDL 또는 CC-SA 라이선스로 배포한 글로벌 세계대백과사전의 〈《울산달천유적》〉 항목을 기초로 작성된 글이 포함되어 있습니다.

## 같이 보기
- 울산광역시의 지질
- 조선 누층군
- 대안동쇠부리터 - 울산광역시 기념물 제44호

## 참고 자료
- 달천철장 - 국가유산청 국가유산포털